# Copate
Le copate sono un dolce tipico del Natale della città di Siena. Sono composte da mandorle o noci tostate racchiuse tra due ostie, per questo sono molto simili alle ostie ripiene di origine pugliese.

## Storia
La loro origine si fa risalire al XIV secolo e attribuita alle monache di Montecelso. Tuttavia si sostiene anche che l’idea di aggiungere miele al preparato per confezionare le ostie fosse in realtà delle monache del Convento di San Baronto, idea copiata dalle monache di Montecelso e arricchita dall'"accoppiata” (copata in latino) di due ostie, da cui deriverebbe il nome. Altre tradizioni indicano l’origine delle copate dai pamparigi, un dolce senese antico caratterizzato da cialde di sfoglia biscottata.
Nel libro “Dolcezze di Toscana” di Giovanni Righi Parenti, l’autore ritiene che l’origine non sia affatto senese. Egli sostiene che il nome non abbia un etimo latino ma derivi dall’arabo qubbaita cioè "dolce mandorlato" e a conferma della sua ipotesi cita vari dolci con un nome simile: la cubbaita in Sicilia, la cupeta in Calabria, in Abruzzo e nel Molisano.
Le copate nere, ritenute le originarie, erano ottenute utilizzando del miele reso bruno dalla cottura prolungata, mescolato con mandorle, o noci, tostate e poi chiuso tra due dischi di farina di grano. Le copate bianche vennero successivamente quale risultato di una modifica all’impasto, nato nel Convento di Santa Brigida nel Pistoiese, aggiungendo albume d’uovo che,  cuocendo insieme al miele e allo zucchero, lo rendeva bianco.
Nel Quattrocento, Caterina Sforza, Signora di Forlì e Imola, le offrì in occasione del suo matrimonio.

## Preparazione
Dopo aver tostato leggermente le mandorle e le noci, si trita il tutto non troppo fine. In un pentolino si cuoce insieme lo zucchero e il miele in modo da avere uno sciroppo denso e scuro. Appena bolle, si uniscono le chiare montate a neve, girando sempre, a fuoco basso. Quando lo sciroppo si è raffreddato si uniscono le mandorle e le noci tritate, mescolando bene. Si prende quindi un po' di composto e lo si mette tra due ostie, premendo leggermente in modo da schiacciarle uniformemente e da avere uno spessore di circa mezzo centimetro.